# Clara (Nashorn)

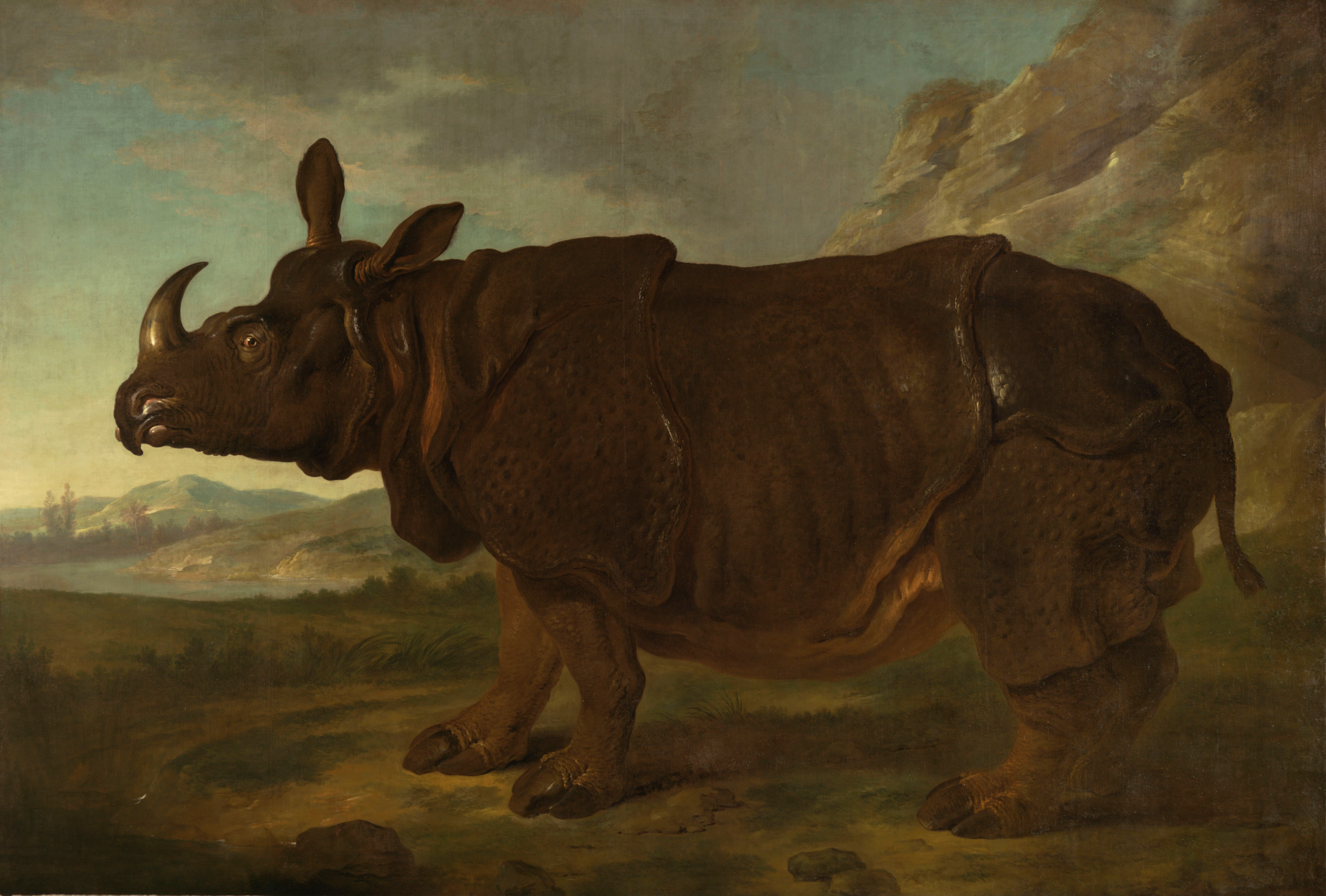
Clara in Paris, lebensgroß vor einer erdachten Landschaft gemalt von Jean-Baptiste Oudry, 1749. Öl auf Leinwand, 306 × 453 cm; Staatliches Museum Schwerin

Clara (* 1738 in Bengalen; † 14. April 1758 in London) war ein zahmes weibliches Panzernashorn, das Mitte des 18. Jahrhunderts durch eine siebzehnjährige Ausstellungstour berühmt wurde. Es betrat 1741 in Rotterdam europäischen Boden und war das erste Rhinozeros, das seine Ankunft in Europa nachweislich um viele Jahre überlebte.

## Herkunft
Clara wurde 1738 im Alter von ungefähr einem Monat von Jan Albert Sichterman aufgenommen, nachdem ihre Mutter von indischen Jägern getötet worden war. Sichterman war Direktor der Niederländischen Ostindien-Kompanie in Bengalen. Clara wurde zahm und durfte sich frei in und um Sichtermans Residenz bewegen. 1740, als das Tier zu groß für den Aufenthalt in einem Haushalt zu werden begann, verkaufte Sichterman das Nashorn an Douwe Jansz Mout, genannt van der Meer, Kapitän der Knappenhof, der mit ihm in die Niederlande zurückkehrte.
Den Versuch, ein solches Tier auf dem Seeweg nach Europa zu transportieren, hatten nur wenige Exemplare in den Jahrhunderten zuvor überlebt. Clara überstand, wie berichtet wird, die Reise an Bord des Segelschiffes gut. Das Nashorn war noch nicht ausgewachsen und von klein auf an den Umgang mit Menschen im Hause Sichtermans gewöhnt. Die Besatzung versorgte es, wie berichtet wird, an Bord mit Heu und Orangen. Am 22. Juli 1741 erreichte Clara auf der Knabenhoe Rotterdam.
Die Seltenheit des Tieres in Europa könnte Douwe Mout bewogen haben, Clara zur Schau zu stellen. Beschreibungen sprachen zuweilen davon, das Nashorn könne hundert Jahre alt werden, so dass sich ihm eine sichere Verdienstmöglichkeit zu eröffnen schien. Belegt in den Archiven der Stadt Leiden in Holland ist Douwe Mouts Rücktritt aus der niederländischen Ostindien-Kompanie im Jahr 1741.

## Reisevorbereitungen

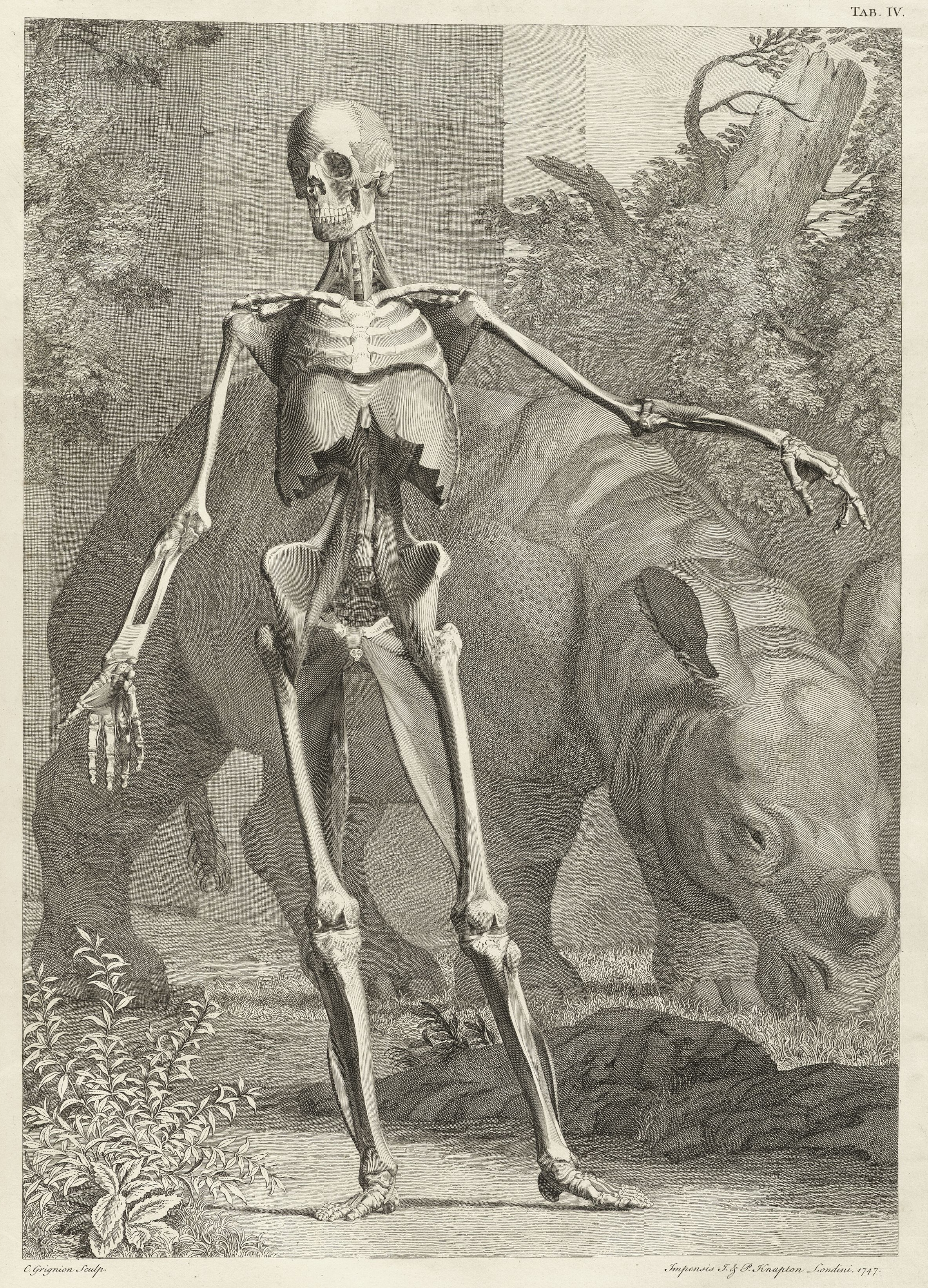
Clara, das Nashorn, 1742. Stich von Jan Wandelaar

In Leiden entstanden zwei Stiche von Clara, angefertigt von Jan Wandelaar, die erst 1747 im Anatomie-Atlas Tabulae sceleti et musculorum corporis humani des Bernhard Siegfried Albinus erschienen. Sie zeigen das noch junge Nashorn mit dem sich erst bildenden Horn zusammen mit einem menschlichen Skelett, einmal von vorn und einmal von hinten. In den Jahren vor der Drucklegung des Atlanten wurden die beiden Blätter jedoch bereits als Einzelstücke in Leiden und auch darüber hinaus verkauft und machten Mout van der Meers Nashorn einer breiteren Öffentlichkeit bekannt. Für die Reisen Claras wurden zudem Flugblätter herausgegeben, die die Schaustellungen in den verschiedenen Orten ankündigten. Sie sind in gut zwanzig Exemplaren in Museen, Bibliotheken und in Privatbesitz erhalten. Diese Zettel waren immer gleich aufgebaut: Sie zeigten in der oberen Hälfte ein (zuweilen variiertes) Bild des Nashorns und darunter nach Ort und Zeit der Veranstaltung den stets nahezu gleichen Ankündigungstext.

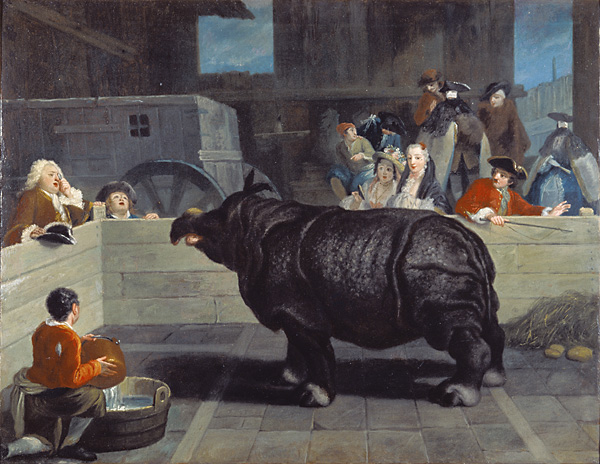
Unbekannter Maler aus dem Kreis von Pietro Longhi: Rhinozeros in Venedig, 1751. Das Gemälde zeigt im Hintergrund Claras Reisewagen. Öl auf Leinwand, ca. 55 × 72 cm; Collezione Banca Intesa, Vicenza

Für Claras Transport entwarf Douwe Mout zudem ein spezielles Fuhrwerk. Anders als die Herrscher der früheren Jahrhunderte, die ihre großkalibrigen Tiergeschenke, wie zum Beispiel Soliman, den ersten Elefanten in Wien, durch halb Europa marschieren ließen, gebot das Geschäftsinteresse Douwe Mouts, sich die Schaustellung bezahlen zu lassen und das Tier auf seiner Reise von Ort zu Ort deshalb nicht den Blicken Neugieriger auszusetzen. Auf einem Gemälde eines unbekannten Malers aus dem Kreis von Pietro Longhi aus dem Jahr 1751, das Clara in Venedig zeigt, sieht man im Hintergrund ihren Reisewagen: einen massiven Holzkasten mit auffallend großen Rädern und einem kleinen Fenster, das Licht und Luft einließ, so dass das Tier vor Irritationen geschützt und zugleich den Blicken entzogen war; ein hölzerner Querriegel deutet auf eine seitliche Rampe zum Ein- und Ausstieg hin. Das Fuhrwerk mit dem in den nächsten Reisejahren auf mehr als drei Meter Kopfrumpflänge und gut zwei Tonnen Gewicht heranwachsenden Nashorn wurde von acht Pferden gezogen.

## Leben auf Touren

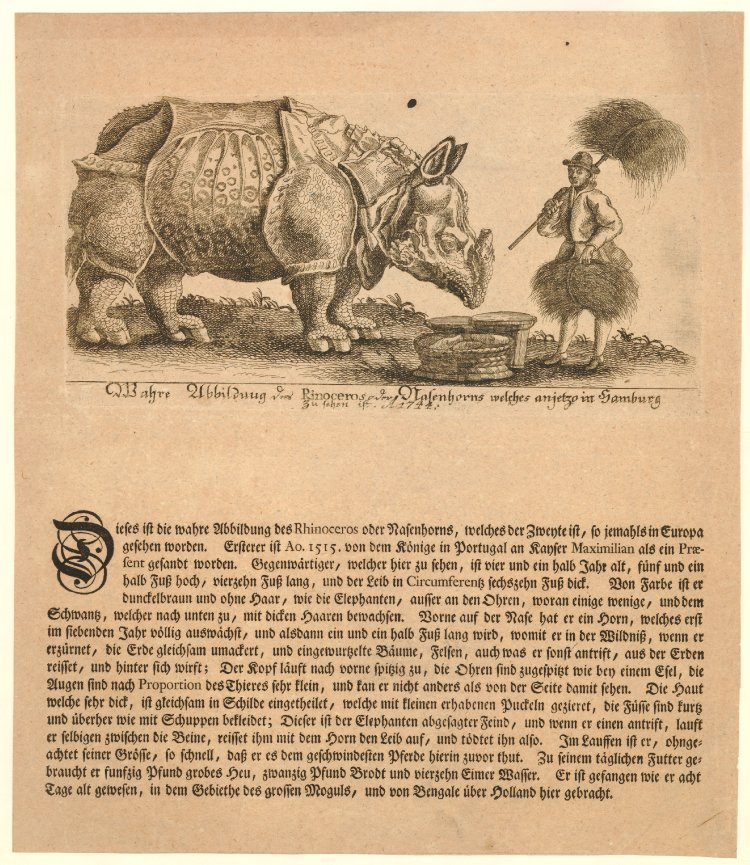
Flugblatt von 1744. Die Darstellung des Tiers ist an Dürers Holzschnitt orientiert, allerdings ohne das dort irrtümlich abgebildete zweite Horn auf dem Rücken. British Museum, London

Ein Hamburger Flugblatt von 1744 mit der Ankündigung eines Nasenhorn, welches das Zweyte ist, so jemahls in Europa gesehen worden und vier und ein halb Jahr alt sei, deutet auf kürzere Reisen des Leidener Tiers im Norden hin. Der Text verweist auf ein „erstes“ Rhinoceros, das im Jahr 1515 von dem Könige von Portugal an Kayser Maximilian als ein Præsent gesandt worden sei; tatsächlich wurde dieses Tier, das in einem berühmten Holzschnitt von Albrecht Dürer verewigt wurde, von Lissabon für Papst Leo X. auf den Weg nach Rom geschickt, wo es jedoch nicht lebend ankam.
Claras erste umfangreiche Schau-Tour durch Europa mit dem Ziel Wien begann im Frühjahr 1746 und wurde, für Douwe Mout auch finanziell, ein überwältigender Erfolg, den er durch eine Tour bis in die Schweiz fortsetzte. Eine zweite große, zusammenhängende Tournee nach Frankreich und Italien schloss sich an bis zum Jahr 1751. Eine letzte Reise endete mit dem Tod des Tiers in London im Jahr 1758.

### Berlin, Breslau und Wien
Von Leiden aus fuhr Douwe Mout mit seiner Fracht im Fuhrwerk 1746 zunächst nach Hannover. Dort wurde in einer Zeitung von einem hässlichen Tier weiblichen Geschlechts Nachricht gegeben. Ein Maler namens G. L. Scheitz fertigte ein Aquarell an vom Holländischen Nashorn in Hannover. Im April des Jahres erreichte Clara Berlin, wo König Friedrich II. von Preußen sie am 26. April auf dem Spittelmarkt besichtigte, ein atemberaubender Besuch: Douwe Mout hatte Clara auf dem Markt zwischen den Fischständen zur Schau gestellt; Fischöl diente als Befeuchtungsmittel für die Nashornhaut. Friedrich der Große übergab dem Schausteller vor aller Öffentlichkeit zwölf Dukaten, die er am nächsten Tag durch weitere sechs ergänzen ließ.
Die Reise wurde über Frankfurt an der Oder und Breslau fortgesetzt. Nach einem durch anhaltende Regenfälle verlängerten Aufenthalt in Breslau, wo Clara von vielen Besuchern bestaunt wurde, erreichte das Gespann am 30. Oktober 1746 Wien. Am 5. November, einem Samstag, erschienen nebst einer kaiserlichen Familienentourage Kaiser Franz I. und Maria Theresia zur Besichtigung, die sich eigens dafür von Schloss Schönbrunn aus in die Stadt auf den Weg gemacht hatten. Neben finanzieller Zuwendung wurde Douwe Mout in Wien auch eine besondere Ehre seitens der kaiserlichen Hoheit zuteil: Er wurde, wie Horace Walpole 1750 in einem Brief an seinen Freund, den britischen Gesandten in Florenz, Sir Horace Mann, über einen Herrn Van der Meer berichtet, in den Adelsstand erhoben. Am 26. November 1746 brach Douwe Mout van der Meer mit seiner Clara von Wien auf nach Westen.

### Kassel, Straßburg und Schweiz

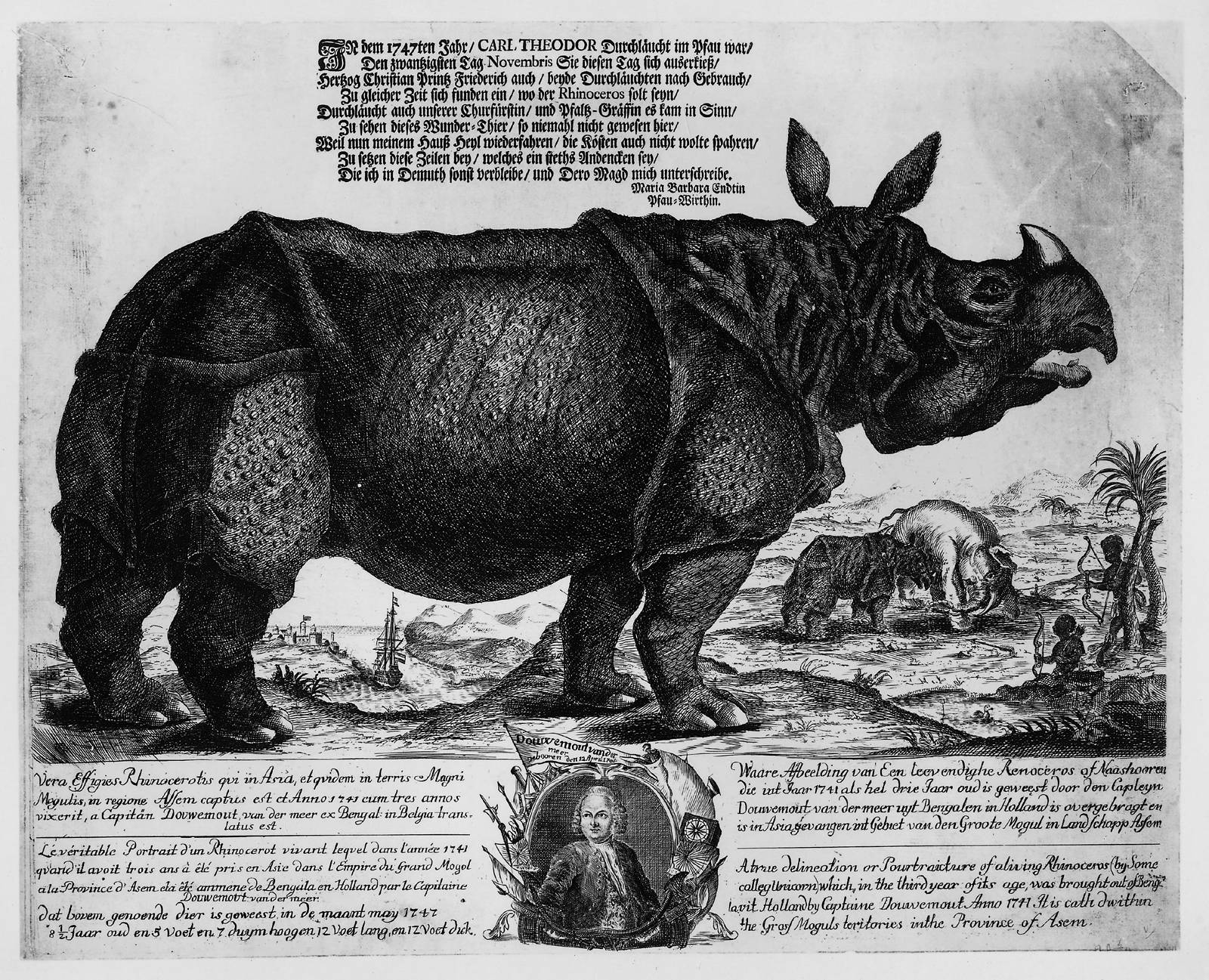
Clara. Souvenirbild, verkauft in Mannheim 1747, mit Versen der Wirtin des Gasthofs „Zum Pfau“;
unter dem Nashorn ein Bild von Douwe Mout van der Meer. Kupferstich, 44,5 × 55 cm; Rijksmuseum Amsterdam

1747 kam Clara nach Regensburg, wo ihr Aufenthalt im März dokumentiert ist. Von dort aus reiste sie über Freiberg in Sachsen nach Dresden, wo sie vom 5. bis zum 19. April zu besichtigen war. Wahrscheinlich hat Johann Joachim Kändler oder einer der anderen Modelleure der Meißener Porzellanmanufaktur sie bei dieser Gelegenheit anschauen können. Jedenfalls sind die Meißener Nashornfiguren seit Anfang der 1750er nicht mehr dem Dürerschen Holzschnitt, sondern Clara oder einer der nach ihr entstandenen Bildvorlagen nachempfunden. Am 19. April 1747 wurde sie August III., Kurfürst von Sachsen und König von Polen, und der königlich-kurfürstlichen Familie vorgeführt; das zahme Tier war auch für die fürstlichen Kinder eine Sensation. Vier Tage später war Clara in Leipzig, pünktlich zum alljährlichen Ostermarkt, den sie zu einem Volksfest werden ließ. Aus zeitgenössischen Berichten geht hervor, dass sich diverse Schausteller als nashornähnliche Monster verkleideten und das Publikum sein Geld zurückverlangte, nachdem es den Schwindel bemerkt hatte. Das erste Gedicht in Europa, das ein Nashorn erwähnt, wurde verfasst von Christian Fürchtegott Gellert.
Eine Einladung von Wilhelm von Hessen-Kassel, dem Stellvertreter seines Bruders Friedrich, brachte Clara anschließend in die Orangerie des Kasseler Schlosses in der Karlsaue, wo sie von Mitte Juni bis Mitte Juli blieb, diesmal ungestört durch Besucherandrang und unter Orangenbäumen. Bilder oder Kunstwerke von Clara entstanden in dieser Zeit nicht. Das Nashorn war am landgräflichen Hof willkommen als einzigartige Trophäe, um die herrscherlichen Nachbarn zu beeindrucken.
Im November 1747 war Clara im Gasthof „Zum Pfau“ in Mannheim und über Weihnachten in Straßburg untergebracht, wo Gedenkmünzen für ihren Aufenthalt geprägt wurden. 1748 reiste Mout van der Meer mit ihr in die Schweiz, versehen mit einem Dokument der Kaiserin Maria Theresia, das ihm die uneingeschränkte Bewegungsfreiheit innerhalb des Heiligen Römischen Reichs gewährte. Von Januar bis Ende März hielt er sich mit dem Tier in Bern, Zürich und Basel auf, wo zum ersten Mal nicht der Schausteller, sondern jeweils der Rat der Stadt die Eintrittspreise zu ihrer Schaustellung festlegte. Über Schaffhausen und Stuttgart, wo man das Nashorn öffentlich wog und Clara-Münzen prägte, dann weiter über Augsburg, Nürnberg und (am 3. Oktober 1748) Würzburg kehrte Mout van der Meer mit seinem Fuhrwerk nach Leiden zurück. Dass er für den Transport Claras in die Schweiz sowie hernach für die Rücktour auch den Wasserweg auf dem Rhein benutzte, wird anhand der Route nach den jeweils günstigsten Verbindungen zwischen den Orten als wahrscheinlich angenommen.

### Frankreich

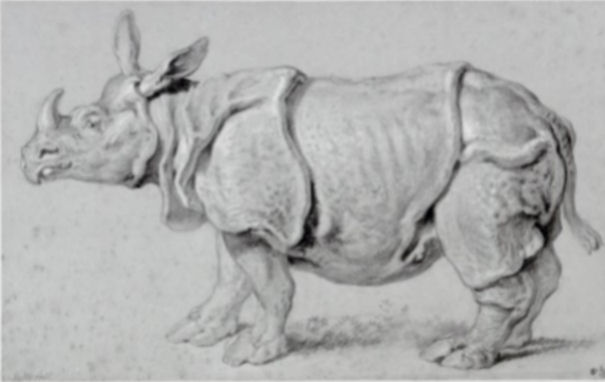
Jean Baptiste Oudry: Clara (1749) Zeichnung: schwarze Kreide, weiß gehöht; 27,5 × 44,4 cm; British Museum, London

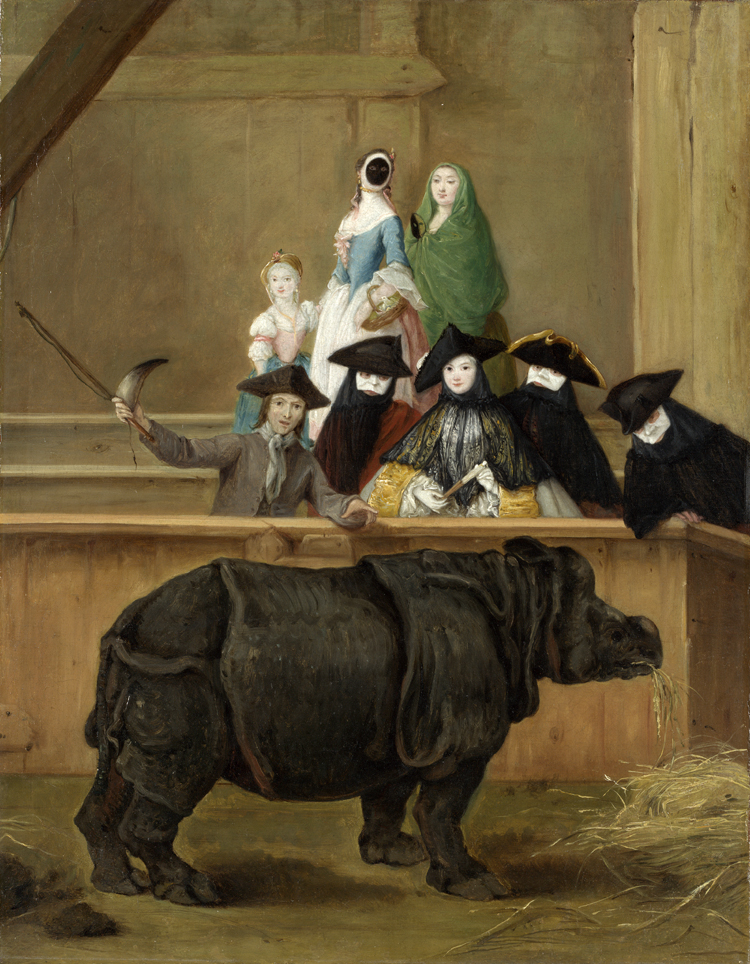
Clara in Venedig, gemalt von Pietro Longhi, 1751. Die Figur links hebt Claras Horn hoch. Öl auf Leinwand, 62 × 50 cm; National Gallery, London

1748 begab sich Mout van der Meer mit Clara auf eine Frankreich-Tournee. Im Dezember 1748 machte er mit ihr Station in Reims auf der Reise nach Versailles, der Residenz des französischen Königs, wo das Rhinozeros im Januar 1749 von Ludwig XV. in der königlichen Menagerie empfangen wurde. Womöglich ermutigt durch die durchaus vorhandene Begeisterung anlässlich des bei Hofe aufsehenerregenden Ereignisses, bot Douwe Mout van der Meer seine Clara dem König für 100.000 Écu zum Kauf an. Gründe für das Angebot sind nicht belegt. Ludwig XV. lehnte ab.
Zur Eröffnung des Jahrmarkts in St. Germain in Paris verließen Mout van der Meer und das Nashorn Versailles. Sie verbrachten anschließend fünf Monate in Paris, wo Clara eine Sensation war: Briefe, Gedichte und Lieder wurden über sie geschrieben, Uhren und Modeartikel mit ihrem Konterfei angefertigt und sogar Perücken à la rhinocéros erfunden. Giacomo Casanova verewigte Claras Auftritt auf dem Jahrmarkt von St. Germain in einer Szene seiner Memoiren „Histoire de ma vie“: Eine Marquise, in Unkenntnis des Aussehens eines Rhinozeros, fragt den in „afrikanischer Kleidung“ ausstaffierten Kassierer am Eingang zur Schaubude, ob er das Nashorn sei.
Der in Versailles hochangesehene Hofmaler Jean-Baptiste Oudry schuf ein lebensgroßes Porträt Claras auf einer Leinwand von fast fünf Metern Breite und rund dreieinhalb Metern Höhe, das ursprünglich im Rahmen einer Reihe von Tierdarstellungen für die Menagerie in Versailles konzipiert worden war und heute dem Staatlichen Museum Schwerin gehört.
Zeichnungen dazu in Kreide und Rötel sind im Bestand des Britischen Museums erhalten. Das Werk inspirierte nicht nur weitere Künstler zu Grafiken und Gemälden, sondern lieferte auch dem Naturforscher Georges-Louis Leclerc de Buffon, der das Tier in Versailles selbst hatte in Augenschein nehmen können, Material für eine Illustration in seinem 1749 begonnenen Monumentalwerk einer Histoire naturelle.

### Italien
Ende 1749 wurde Clara in Marseille nach Neapel eingeschifft. Die Einschiffung wurde von einer Falschmeldung begleitet – überliefert in den Memoiren des Marquis d’Argenson –, das Nashorn sei gestorben. Ähnliche Meldungen gerieten in Umlauf; so fand sich in dem Auszug der neuesten Weltgeschichte im November 1749 die Nachricht, Clara sei mit einem Boot vor Marseille untergegangen. Ein weiteres Gerücht, ebenfalls von d’Argenson notiert, besagte, das Tier sei auf dem Weg nach Neapel bei einem Schiffsuntergang ertrunken, zusammen mit Mout van der Meer, der seine Geldsäcke zu bergen versucht habe.
Nach der Landung in Neapel reisten Douwe Mout van der Meer und sein Nashorn weiter nach Rom, wo sie im März 1750 eintrafen. In Rom verlor Clara ihr Horn, was für Mout van der Meer ein finanzieller Verlust war, erwartete doch das Publikum für seinen Eintrittspreis die Schaustellung eines gehörnten Tiers. Aus späteren Beobachtungen von Nashörnern ist anzunehmen, dass Clara sich das Horn selbst abgescheuert hat, ein Verhalten, das die Tiere nicht in Freiheit, aber gelegentlich in Gefangenschaft zeigen.
Über Bologna, wo das Nashorn im August 1750 mit seinem Fuhrwerk, diesmal gezogen von zwölf Ochsen, Einzug hielt, und anschließend im Oktober über Mailand erreichte das Gespann im Januar 1751 Venedig. Dort wurde Clara im Karneval zur Attraktion, auf Gemälden des venezianischen Malers Pietro Longhi und seiner Werkstatt sind mehrere Porträts überliefert. Gegen Ende des Karnevals 1751 waren die mitgeführten Vorräte an Souvenirs ausverkauft, Mout van der Meer und sein Rhinoceros verließen Venedig und kehrten zurück nach Leiden. Ein Dokument in Leiden bestätigt die Taufe einer Elisabeth am 5. Dezember 1751, Tochter des Douwe Mout van der Meer und der Elisabeth Snel.

## Letzte Reisen und Tod
Aus der Zeit 1752 bis zum ausgehenden Jahr 1753 existieren keine Nachweise für weitere Touren Mout van der Meers. Auf einer Niederrhein-Tour Ende 1753 fand am 1. Dezember des Jahres eine Zurschaustellung in der Stadt Zons statt. Am 22. Juni 1754 wurde die Ankunft eines Rhinozeros im Stralsunder Hafen gemeldet. Aus den folgenden Jahren bis 1758 ist wiederum wenig bekannt. Einige Meldungen legen nahe, dass Clara in Prag sowie in Polen und Dänemark gewesen sein könnte. So hatte König Frederik V. von Dänemark die Erlaubnis für einen Aufenthalt des Nashorns im Juni 1755 in Kopenhagen erteilt; ob es dort tatsächlich zur Schau gestellt wurde, ist unbekannt. Dass Clara bereits in den 1740er Jahren in London gewesen sei, wurde anhand von verschiedenen englischen Darstellungen des 18. Jahrhunderts, unter anderem einer auch ins Deutsche übersetzten von einem Dr. Parsons, gelegentlich behauptet; beschrieben war allerdings ein männliches Nashorn. Unstrittig ist, dass Mout van der Meer seine Clara 1758 nach London brachte, wo sie im Horse and Groom in Lambeth ausgestellt wurde. Dort starb sie am 14. April 1758 im Alter von ungefähr zwanzig Jahren. Nach ihrem Tod kehrte Douwe Mout van der Meer nach Leiden zurück, danach verlor sich seine Spur.
Der Verbleib des Kadavers ist unbekannt und nicht mehr festzustellen. Gegen Ende des 18. Jahrhunderts sind in London noch zwei weitere Nashörner vorgeführt worden. Die heute in englischen Museen aufbewahrten alten Skelette lassen sich aber nicht mehr zuordnen. Die Präparatoren waren in der Mitte des 18. Jahrhunderts noch nicht in der Lage, ein derart großes Tier in Form und natürlichem Ausdruck angemessen zu konservieren, und ebenso wenig hätte sich ein so großer Körper unbemerkt vergraben lassen. Zu vermuten ist, dass Clara den Forschern zur Zerlegung überlassen wurde.

## Rezeption

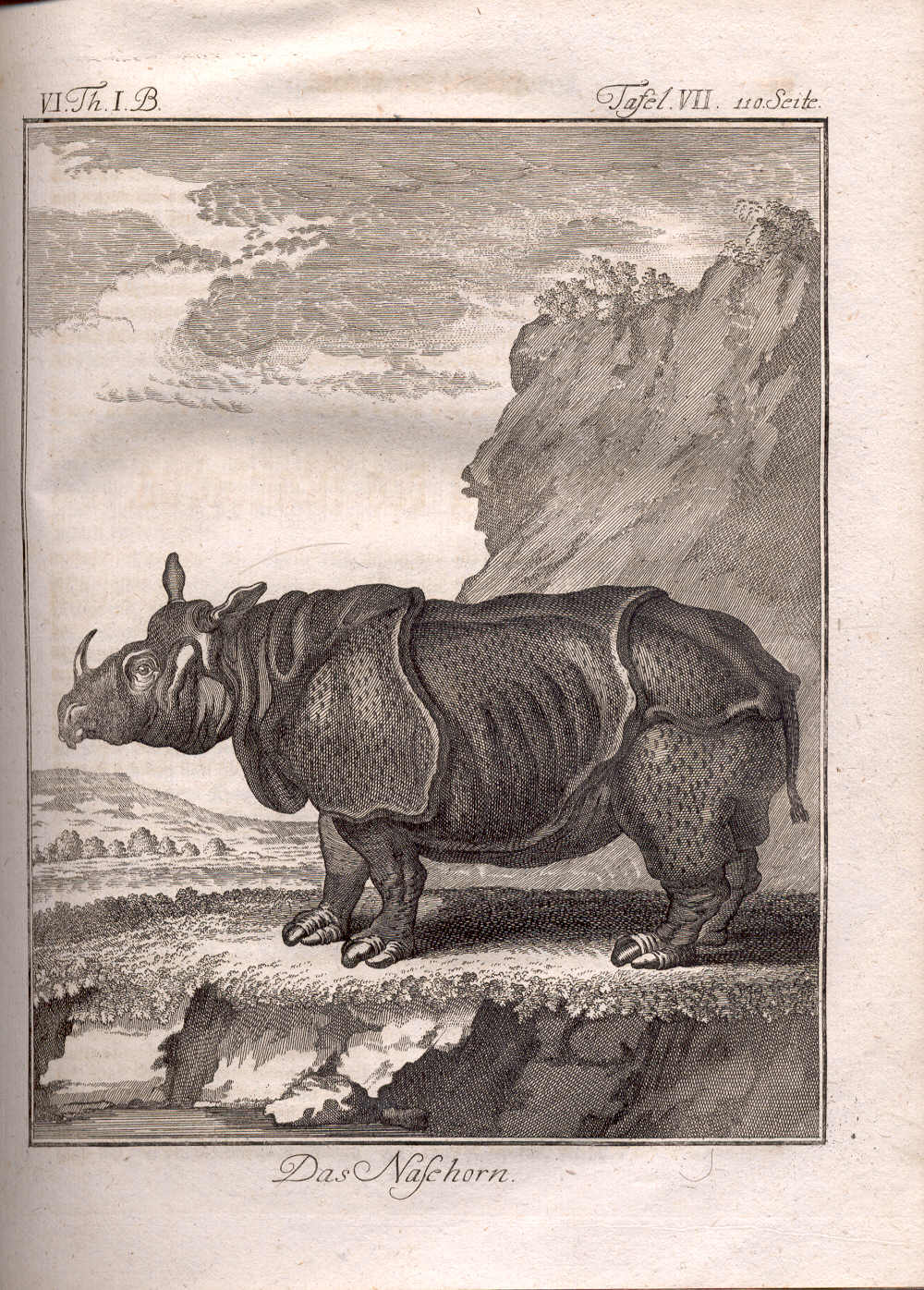
Das Nasehorn, Kupferstich aus: Buffon, Allgemeine Historie der Natur. Holle: Leipzig 1767; Sechsten Theils erster Band, Tafel VII S. 110 f.

Zwischen dem 3. und 16. Jahrhundert sind keine lebenden Nashörner in Europa belegt. Die etwa acht Exemplare der Gattung, die bis Mitte des 18. Jahrhunderts die Seereise nach Europa lebend überstanden hatten, waren in Gefangenschaft nach kurzer Zeit gestorben, so dass Forscher und Künstler kaum Gelegenheit zur lebendigen Anschauung hatten. Seit dem frühen 16. Jahrhundert war das Bild des Nashorns durchweg von Albrecht Dürers weit verbreitetem Holzschnitt eines Rhinozeros geprägt gewesen. Dürer hatte ein Rhinozeros nie gesehen und ihm nach einer Beschreibung einen an eine Ritterrüstung erinnernden Panzer und irrtümlich ein zweites Horn auf dem Rücken verpasst. Für die Vorstellung vom Verhalten des Tiers war die Darstellung in der Naturalis historia des Plinius maßgeblich.
Die Schaustellung Claras veränderte das Bild des Tiers in Europa nachhaltig. Die Meißner Porzellanmanufaktur ließ nach Claras Auftritt in Dresden umgehend ein Dekor, das das zweite Horn zeigte, ändern. In der Frankenthaler Porzellanmanufaktur entstand im Auftrag von Kurfürst Karl Theodor von Pfalz und Bayern um 1770 eine von Peter Anton von Verschaffelt entworfene Darstellung von Clara, die heute von der Porzellanmanufaktur Nymphenburg gefertigt wird. Der Katalog der musealen Sammlung der Stralsunder Ratsbibliothek von 1756 verzeichnet ein Tonmodell des Nashorns, das vor einigen Jahren in Stralsund gezeigt worden war (s. o.).  In Paris angefertigte Zeichnungen sowie das monumentale Gemälde von Oudry, das 1750 im Salon de Paris ausgestellt worden war, brachten Clara in Diderots und D’Alemberts Encyclopédie sowie in die Histoire naturelle von Buffon. Die Abbildungen in diesen Werken wurden in Europa im Folgenden zum Idealtyp des Nashorns. Beschreibungen des Tiers in den zunehmend zahlreicher erscheinenden Naturgeschichten und Nachschlagwerken basierten zuweilen noch bis Mitte des 19. Jahrhunderts auf den Anschauungen der lebendigen Clara. Der irische Schriftsteller Oliver Goldsmith hatte Clara in London gesehen. In seiner Geschichte der Erde und der belebten Natur (A History of the Earth and Animated Nature, postum erschienen aus dem Nachlass 1774), die im 19. Jahrhundert verschiedene Auflagen erfuhr, widerlegt er die seit den Beschreibungen von Plinius maßgeblichen Vorstellungen und Legenden über dieses Tier durch seinen eigenen Augenschein; eine Ausgabe von 1816 enthält eine Illustration von Clara, die aus der Histoire naturelle von Buffon abgekupfert worden war.
Das Kolossalgemälde Oudrys, das Herzog Christian Ludwig II. zu Mecklenburg zur Bebilderung der fürstlichen Menagerie zusammen mit weiteren dreizehn Tiergemälden 1750 von Oudry erworben hatte, lagerte seit Mitte des 19. Jahrhunderts für gut 150 Jahre eingerollt und unbeachtet im Magazin. In einem gemeinsamen Projekt des Staatlichen Museums Schwerin und des Getty Conservation Centers wurde das Gemälde in Los Angeles, Kalifornien, seit dem Jahr 2003 restauriert; die Arbeiten dauerten vier Jahre. Im Jahr 2007 wurde es zusammen mit anderen Tiergemälden des Malers unter dem Titel Oudry’s Painted Menagerie mit großem Erfolg in Museen in Los Angeles und in Houston gezeigt; 300 000 Besucher sahen die Ausstellungen. 2008 kehrte das Gemälde nach Schwerin zurück und wurde dort im Frühjahr und Sommer 2008 in einer Ausstellung präsentiert, die von September 2008 bis Januar 2009 in der Kunsthalle Tübingen zu sehen war. Der im Zusammenhang der Ausstellungen in den USA im Internet kursierende Begriff einer Claramania wurde vom Zoo Schwerin aufgegriffen und für die Online-Werbung eingesetzt. 2019 erschien eine literarische Bilderbuch-Adaption für Kinder unter dem Titel Ein Nashorn namens Clara.
Obwohl durch zeitgenössische Quellen, Bilder und spätere Erwähnungen belegt, fand Clara erst im ausgehenden 20. Jahrhundert auch das Interesse der neueren Forschung. So hatte Leendert Cornelis Rookmaaker 1973 in einem Aufsatz die zur Verfügung stehenden wesentlichen zeitgenössischen Publikationen zu Claras Touren aufgesucht und in ihren Einzelheiten ausgewertet. David Quammen legte 2000 eine zusammenfassende Darstellung der Nashornreise und ihrer Wirkung vor (deutsch 2001), die Glynis Ridley, Professorin der Universität Louisville, auf der Basis der bereits von Rookmaaker angesetzten Quellenforschung erweiterte. Das Ergebnis ihrer Untersuchung wurde 2004 erstmals in London publiziert und vom Institute for Historical Research der University of London mit einem Preis ausgezeichnet; es erschien 2008 im Rahmen der Schweriner Ausstellung auch in einer deutschen Übersetzung.